# Psilochorus hesperus
Psilochorus hesperus är en spindelart som beskrevs av Willis J. Gertsch och Ivie 1936. Psilochorus hesperus ingår i släktet Psilochorus och familjen dallerspindlar. Inga underarter finns listade i Catalogue of Life.